# Hemibracon guayrae
Hemibracon guayrae är en stekelart som beskrevs av Carlos Schrottky 1913. Hemibracon guayrae ingår i släktet Hemibracon och familjen bracksteklar. Inga underarter finns listade i Catalogue of Life.